# Kärlek
För andra betydelser, se Kärlek (olika betydelser).

Ett rött hjärta är en välkänd symbol för kärlek.

Det traditionella kinesiska tecknet för kärlek (愛) innehåller ett hjärta (心) som betydelsebärande del.

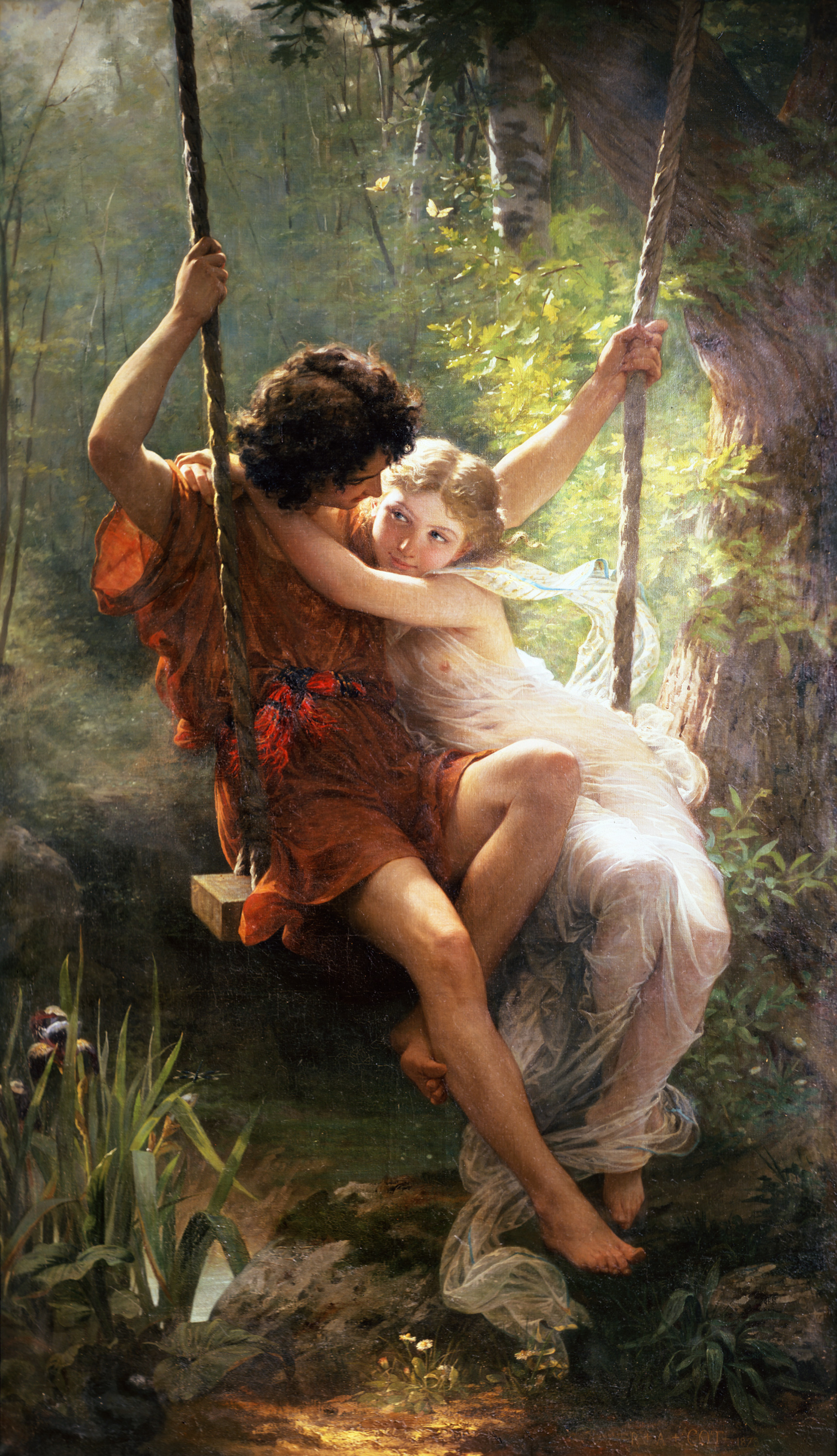
Pierre Auguste Cot Våridyll (1873).

Kärlek är ett spektrum av känslor och attityder som präglas av ömhet, tillgivenhet, samhörighet och villighet till uppoffring. Kärleken kan vara riktad mot abstrakta ting som konst eller en nation, mot mer allmänna konkreta ting som naturen eller en sportklubb eller till mer specifika konkreta objekt som ens hem, ens husdjur eller en nära medmänniska, inklusive den egna personen. Kärlek i dess olika varianter är ett ofta återkommande tema inom litteratur, film och sång.

## Kännetecken
Kärlek kännetecknas av en vilja att ge villkorslöst till någon eller något, det vill säga att bete sig altruistiskt. Ett exempel är föräldrars kärlek till sina barn. Ett annat är den känsla som två människor känner för varandra som innehåller en både fysisk och psykisk attraktion. 
Kärleken kan också bestå av en biologisk attraktionskraft av sensuell eller sexuell natur. I det senare fallet kan känslan vara mer allmän, så kallad romantisk kärlek, eller mer konkret åtrå, också benämnt libido.
Kärlek till den egna personen kan av omgivningen ses som något negativt, där egenkärleken kan ta sig uttryck i handlingar som ökar det egna välståndet eller välmåendet på andras bekostnad. Det finns även en mildare form av egenkärlek där personen unnar sig en del av det goda i livet, utan att brista i respekt eller empati inför medmänniskorna. Sådan egenkärlek är kopplad till en god självkänsla, vilket i sin tur är viktigt för att kunna visa kärlek – att ge ovillkorligt.
Förälskelse kallas den intensiva inledningsperioden av ett kärleksförhållande. Att bära kärlek eller förälskelse som inte är besvarad av motparten kallas olycklig kärlek.
Att visa kärlek mot något kallas att älska. Lössläppt applicering av ordet "älska" inkluderar också idiomatiska uttryck som inte alltid bär positiva förtecken, exempelvis ett ironiskt uttryck av missnöje: "Jag älskar verkligen hur politiker alltid ger ut tomma löften". Denna breda mening av ordet älska står i strid med den egentliga betydelsen av begreppet kärlek.
I germanska språk förekommer som regel endast ett ord för kärlek. I det grekiska språket förekommer däremot flera, bland andra agape (αγάπη) och eros (ερως). Dessa har olika innebörder och används i olika sammanhang. "Eros" står för erotisk kärlek (därav det svenska ordet), medan "agape" är det ord som förekommer i Nya Testamentets originaltexter, och dess betydelse är av stor betydelse för teologin.

## Olika former
Kärlek skulle kunna definieras i fyra olika former: eros (grekiska), agape (grekiska), philia (grekiska), och libido (latin).

### Eros
Eros är en kärleksgud i den grekiska mytologin, och symboliserar den romantiska och lidelsefulla kärleken, kärleken som aldrig mognar och växer upp. Eros motsvarighet inom den romerska mytologin är Amor, även kallad Cupido. Eros gestaltas symboliskt ofta som en bevingad barngestalt – en erot, även kallad amorin eller kupidon.

### Agape
Står för den förutsättningslösa kärleken, den självutgivande formen av kärlek och har ingen sexuell underton eller överton. Agape står också för hur (den kristna) Gudens kärlek är gestaltad i relation till människan, och hur människor ska älska Gud och varandra. Den latinska motsvarigheten är Caritas; den oegennyttiga kärleken uttryckt i handling.

### Philia, fili
Står för syskonkärlek (utan erotisk eller sexuell underton). Fili eller philia är ett begrepp för kärleken till sina släktingar, blodsbandet, och står också rent allmänt för en dragning till något. Se även platonsk kärlek, vänskap. Särskilt i sammansättningar, försvenskas det ofta så att det stavas med f, som förled filo- (exempelvis filosofi), som efterled -fili (exempelvis anglofili).

### Libido
Är den sexuella och fysiska kärleken, vår könsdrift. Sigmund Freud benämnde den energi, livsdriften, människan fick ur sin könsdrift med det latinska ordet Libido. Motsatsen och komplementet till libidon var enligt Freud dödsdriften, Thanatos. Thanatos är aggressionen, den självdestruktivitet som vänds utåt mot andra.

## Psykologiska aspekter
Inom psykologin anses kärlek som ett socialt fenomen och det finns olika modeller som beskriver kärlek. Det finns flera olika former av kärlek som exempelvis den mellan föräldrar och barn, mellan vänner och mellan kärlekspartners. Kärleksförhållanden beskrivs ofta som en av två olika typer: passionerade och vänskapliga. 

### Passionerad kärlek och vänskaplig kärlek
Den passionerade kärleken definieras av starka emotionella reaktioner, upphetsning och trånande, medan den vänskapliga definieras av tillgivenhet och omtanke. 
Robert Sternbergs triangulära teori delar upp kärlek i tre komponenter: passion, intimitet och engagemang (commitment). Han beskriver passion som känslor av fysisk attraktion och sexuell lust, vilket är viktigt för fortplantning, medan intimitet innebär närhet och uppskattning av ens partner. Engagemang handlar om beslut för att stanna kvar i förhållandet och planera framåt. Olika typer av kärlek kan ses som olika kombinationer av dessa tre delar. Graden av upplevd kärlek kan bero på styrkan i dessa komponenter. Forskning visar att dessa tre delar till stor del omfattar det som många beskriver som kärlek.

#### Behavioristiskt synsätt på passionerad kärlek
Kärlek kan anses vara något som vi kommunicerar genom våra handlingar. Inom behaviorismen betraktar man allt en organism gör som beteenden, både de som syns men också de som inte syns, såsom känslor och tankar. Detta skiljer fenomenet på två moment, yttre och inre beteenden. Det är på samma sätt som fantasier och drömmar något som existerar under huden snarare än som ett icke-fysiologiskt fenomen. För en behaviorist blir frågan, Hur definierar människor "kärlek"?  
Beroende på personers perspektiv, kommer man få olika svar på denna fråga. En neuropsykolog kommer till största del att beskriva kärlek utifrån processer i hjärnan medan en socialpsykolog skulle prata om de operationella definitioner forskaren valt för sitt studium och mäta graden av upplevd kärlek så som den definierats enligt exempelvis Sternberg. En behaviorist är mer intresserad av hur begreppet "kärlek" används i vardagligt språk: vad är för typ av situationer då personer säger ”Jag älskar X” eller "X älskar mig". Situationen som gör att  ordet "älskar" används är inte en observation av ens ett inre känslotillstånd, utan en observeration av beteenden antingen hos sig själv (pirr, fantasier, tankar) eller hos någon annan (glädje, närmanden, uttalanden).
Vissa av dessa beteenden är yttre, observerbara för vem som helst, som exempelvis kyssar, kramar, rodnad. Men folk observerar också inre beteenden som pirr i magen, tankar som susar genom huvudet och positiva varma känslor gentemot en viss person. Utifrån historien av språkinlärning har vi lärt oss att alla dessa beteenden benämns som kärlek. 
Synliga beteenden (kan observeras hos andra och sig själv):
- kyssar
- kramar
- titta varandra djupt i ögonen
- sex
- hålla handen

Icke synliga beteenden (kan bara observeras hos sig själv)
- pirr i magen
- varma känslor gentemot personen man gillar "jag blir alldeles varm i hela kroppen när hon kommer nära"
- tankar kring den man gillar "jag kan inte sluta tänka på honom" "jag är helt besatt"

Ett uttryck så som ”jag gillar Bowie” och ”Bowie är bra” kan låta som benämningar av känslor men beskriver snarare de olika beteenden som personen sammantaget kallar "gillar". En person som gillar Bowie är antagligen mindre benägen att stänga av radion när hans musik spelas än någon som inte gör det. En som gillar den kommer vara mer benägen att sjunga med i sången eller köpa musik av honom än någon som uppfattar att de ”inte gillar Bowie”. Detta sammantaget kan leda till att en person säger att den ”gillar Bowie”. Detta verbala beteende ”gillar” kan alltså ses som en funktion av andra beteenden såsom lyssna, sjunga och köpa. På samma sätt är det när vi säger att ”jag älskar X”. Det handlar då snarare om alla de beteenden som X representerar för en viss person. Det kan innebära att prata med denne, ha sex med personen, lyssna på personen.  
I en studie lät man människor lista kännetecken för kärlek och värdera varje kännetecken utifrån hur centralt det var för hur de uppfattade kärlek. De fem mest återgivna kännetecknen var: ”förtroende”, ”omtanke”, ”ärlighet”, ”vänskap” och ”respekt”. När man observerar beteenden hos sig själv som är associerade till dessa begrepp ökar sannolikheten för att säga ”jag älskar X”. Även om detta är verbala beskrivningar så skulle exempelvis ”förtroende” kunna kontrolleras av att den som uppfattat förtroende upplevt att den som den har berättat något personligt för har responderat på ett lämpligt och förstärkande sätt. Att uppleva ”åtrå” skulle kunna kontrolleras av den andres kropp och beteende förenade med sex tillsammans med den personen. Att bli kär skulle kunna beskrivas som upprepade sekvenser av närmande-beteende som förstärks av den andre.

#### Inlärningsprocesser
Mycket av det vi kallar kärlek är utifrån ett behavioristiskt synsätt respondent och operant inlärda beteenden. Kärlek mellan två människor handlar alltså om inlärningsprocesser där de två personerna utgör förstärkare för varandras beteenden. Sådan inlärning kan ske på flera olika sätt och sker i det naturliga fallet implicit. Vi blir alltså förstärkta i vissa beteenden utan att vi lägger märke till eller uppmärksammar det och det är kanske en av anledningarna till att folk uppfattar att ”det klickade till”.
Vid respondent inlärning har vissa tidigare neutrala stimuli som väcker en särskild respons betingats så att de utlöser samma responser. Det betyder att det har lärts in en ny association mellan ett visst stimuli och ett beteende som följer därpå. För att det skall ske behövs upprepade inlärningstillfällen där samma sak sker, men i vissa fall kan betingning också uppstå till följd av enstaka inlärningstillfällen. För åtrå som är en del av det vi ofta menar med kärlek skulle en sådan respondent inlärning kunna skett i början av en förälskelse såsom under sex. Den kroppsliga reaktion som väcks vid sexuell upphetsning har betingats till ett visst stimuli (den person man blir upphetsad av) och denna reaktion kommer sedan att utlösas vid åsyn eller ledtrådar om att den andre personen finns närvarande (upphetsning i närvaro av den andra personen). Det är en förenklad beskrivning där betingningen egentligen sker i flera led, men flera liknande inlärningstillfällen kommer att kunna utlösa reaktionen sexuell upphetsning. Miller & Siegel beskriver hur strategin att göra sin kropp och beteenden till källor av diskriminativa stimuli skapar tilldragelse och generaliserade förstärkare följer som resultat av ett flertal inlärningstillfällen.
Vid operant inlärning lärs beteenden in till följd av vilka konsekvenser ett visst beteende ger. De konsekvenser ett visst beteende ger kan öka eller minska sannolikheten för att beteendet skall upprepas och beskrivs med förstärkning och bestraffning.  Det finns både förstärkare som vi kan anse är mer eller mindre gällande för alla människor i en viss miljö och dessa kallas för generiska eller primära förstärkare och exempel på sådana kan vara mat eller sex. Andra förstärkare är mer specifika en viss person och kan kallas idiosynkratiska förstärkare. Exempel på hur beteende förknippade med kärlek lärts in operant kan vara den problemlösningsprocess som ofta äger rum mellan partners. Att bli av med obehaget det innebär att ha ett personligt problem genom att prata med sin käraste som förstår en på ett sätt ingen annan gör och som kan ge specifika tips, kan ses utifrån operant inlärning, närmare bestämt ett negativt förstärkt beteende.

## Biologiska aspekter
Kärlek kan delas in i tre stadier: attraktion, förälskelse samt kärlek.

### Attraktion
Attraktion till andra individer är obegränsad, det finns ingen gräns på hur många personer man kan känna attraktion till samtidigt. En studie gjord av Anthony Little, doktorand vid University of St Andrews i Skottland, visar att ett symmetriskt ansikte är mycket viktigt i val av partner. Den biologiska förklaringen är att symmetri visar på att en individ klarar av psykiska och fysiska påfrestningar och därmed har bra gener. Samma studie visar även att kvinnors val av partner påverkas av mängden testosteron hos en man. Som engångspartner föredrog kvinnorna i studien män med typiskt maskulina drag, medan män med mer feminina drag var föredragna som livslånga partners. Detta kan förklaras av att ämnet testosteron som ger ett mer maskulint utseende även hämmar vissa av immunförsvarets funktioner, och att en individ som klarar av detta är en bra hane att få barn med. En mindre mängd testosteron gör dock individen mindre dominant och aggressiv vilket ses som bra egenskaper för faderskap.
Ivanka Savic-Berglund, överläkare och docent i neurovetenskap vid Karolinska institutet, publicerade 2001 en studie där man undersökte hur män och kvinnors hjärnor reagerade när de kände lukten av könshormonlika ämnen. När kvinnor kände lukten av ett östrogenliknande ämne aktiverades luktcentrumet, men när de istället fick känna doften av det testosteronliknande ämnet var det en kärna i hypotalamusregionen som reagerade. Samma fenomen observerades även hos männen. Luktcentrumet aktiverades vid doften av testosteronliknande ämnen, medan hypotalamus reagerade på östrogenliknande ämnen. De kärnor som aktiverades i hypotalamusregionen motsvarar det område som styr apors sexuella beteende och det är därför troligt att doftämnen påverkar oss olika beroende på könsidentitet och sexuella preferenser.

### Förälskelse
Förälskelse brukar vara i ungefär ett till två år och sker normalt sett endast till en person åt gången. Förälskelse brukar ge positiva känslor och pirr i magen, men samtidigt kan problem uppfattas som svårare och mer påfrestande. Rent biologiskt sker en stor mängd olika kemiska processer i kroppen.

#### Dopamin
Dopamin frisätts i ökad mängd och skapar känslor av glädje, entusiasm och vakenhet. Signalsubstansen påverkar viljan till lust och njutning vilket uppmanar individer att söka ut varandra. Dopamin frisätter endorfiner och kan göra vissa människor "beroende" av förälskelser likt en drog. Fenomenet att känna av "fjärilar i magen" beror på att den så kallade vagusnerven som har direkt kontakt med hjärnan reagerar på den ökade mängden dopamin.

#### Adrenalin
Adrenalinmängden som omsätts i kroppen ökar. Stresshormonet bidrar till att hjärtat slår snabbare samt att energimängden kroppens celler kan utvinna blir större. Adrenalinmängden är kopplad till människans sympatiska nervsystem som ibland kallas "stridens och fridens nervsystem".

#### Noradrenalin
Stresshormonet och neurotransmittorn noradrenalin frisätts i större mängd. Mängden noradrenalin i kroppen är kopplad till människans sympatiska nervsystem. Hormonet bidrar till att hjärtat slår i en snabbare takt samt gör det svårare att äta och sova.

#### Serotonin
Hormonet serotonin som hanterar människans omdöme samt hjälper till med att hantera negativa händelser produceras i en mindre mängd. Detta gör att negativa känslor förstärks under en förälskelse samt att den personen man är kär i ses som perfekt.

#### Oxytocin
Vid beröring av förälskad person frisläpps signalsubstansen oxytocin som gör individen lugnare. Hormonet motverkar stress och uppmanar till sexuell aktivitet. Oxytocin är kopplat till föräldraskap och främjar viljan att ta hand om personer.

### Kärlek
Efter ungefär 18 månader kan förälskelsen övergå i kärlek. Många av de förändringar hos signalsubstanserna som uppstått under förälskelsen upphör vid kärleken. Pirret i magen samt stressen försvinner och övergår i flera mer välmående känslor. Kärlek sker till en handfull personer och kan vara livet ut. Förutom ens partner kan man känna kärlek till sina barn, familjemedlemmar och nära vänner.